# Církevní restituce v Česku

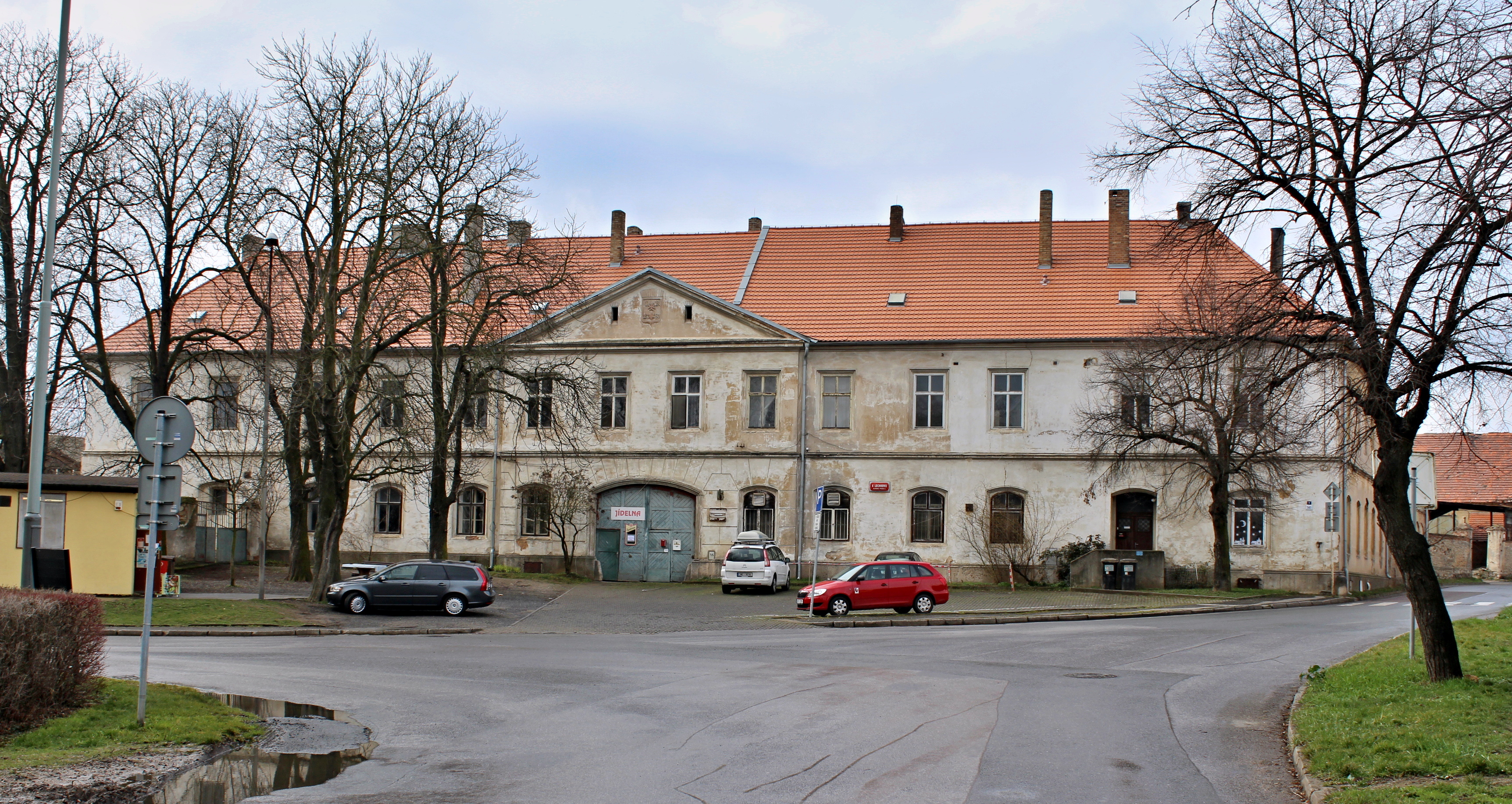
Památkově chráněný Křižovnický dvůr ve Slivenci je jedním z objektů, který má být vrácen. Po čtyřiceti letech užívání státním statkem a dvaceti pěti letech ve vlastnictví Pozemkového fondu je zchátralý a prodělal mnoho necitlivých zásahů. Řád křižovníků s červenou hvězdou v něm plánoval zřídit hospic. Restituci dlouhodobě podporuje slivenecká starostka Jana Plamínková, městská část i památkáři.

Církevní restituce je v České republice vžité označení pro vracení části majetku, který byl znárodněn některým církvím a náboženským společnostem socialistickým režimem v Československu. Na základě politické dohody má být část majetku vydávána jinému právnímu subjektu téže církve nebo jiným církvím či náboženským společnostem, než kterým byl zabaven. Konec vyplácení ročních náhrad církvím skončí v roce 2043, tedy po 30 letech.

## Zestátňování církevního majetku
Na území Československa byl majetek církvím odebírán v několika vlnách, nejprve za josefínských reforem, poté za pozemkové reformy za první Československé republiky a poté po 2. světové válce, zejména po únoru 1948.
Církve, v největší míře římskokatolická, přišly po válce a roce 1948 asi o 2 500 budov, 175 tisíc hektarů lesa a 25 tisíc hektarů orné půdy. Stát se náhradou za výnosy z tohoto majetku zavázal zákonem a začal hradit platy, sociální zabezpečení a penze duchovních a kněží některých církví, náklady na provoz a údržbu znárodněného majetku církví, a to ze zdrojů státního rozpočtu – dle zákona č. 218/1949 Sb., o hospodářském zabezpečení církví a náboženských společností.
Již Josef II., nástupce své matky císařovny Marie Terezie, znárodnil nevyužívaný majetek církví. Josef II. však nebyl jediným panovníkem, který vystupoval proti římskokatolické církvi. Např. během Velké francouzské revoluce se proti ŘK církvi obrátil hněv lidu a vůdců revoluce, bylo zkonfiskováno církevní jmění, zrušeny kláštery a vyhnáno na 70 000 kněží. Již v květnu 1781 Josef II. zakázal klášterům přijímat novice a řeholníky cizího původu vykázal ze země. V roce 1782 Josef II. zrušil přes 700 klášterů, které nesloužily potřebám lidu (nezabývaly se vyučováním, nepěstovaly vědu, nepečovaly o nemocné). Spolu s kláštery došlo postupně k rušení i náboženských bratrstev, literátských sborů a velkého množství kostelů a kaplí. Zvlášť velký počet zrušených kostelů a kaplí byl v Praze (mj. i kaple Betlémská). Majetek římskokatolické církve v Českých zemí pocházel především z darů panovníků, šlechty a méně též poddaných, ve středověku též vybíráním za odpustky, výběrem desátků od poddaných, do roku 1848 také formou bezúplatné robotní povinnosti poddaných na majetku církevních vrchností a zřídka také konfiskacemi majetku nepohodlných, odsouzených při církevních soudech, či inkvizicích. Ostatní církve (husitská, židovské obce ad.) většinu svého majetku získaly zpravidla koupí z příspěvků věřících, výstavbou apod.

## Výčtový zákon
Až po listopadu 1989 se začalo řešit, jak tuto situaci napravit. 19. července 1990 byl přijat tzv. výčtový zákon, účinný ode dne svého schválení, který církvím navrátil skoro 200 budov, hlavně kláštery a řeholní domy. Legislativním nedopatřením byla budova Nové scény Národního divadla v roce 1990 předána řádu svaté Voršily, ten ji poté prodal společnosti Themos.
Byl připravován i zákon o úplné restituci, ale ten nakonec těsně neprošel. Přitom s takovým zákonem počítaly i jiné právní předpisy, např. zákon o půdě, který blokoval převod původně církevního majetku do doby, než bude zákon o církevní restituci přijat. Například v Červené Řečici tak byly blokovány tři čtvrtiny území obce, tj. téměř všechny nezastavěné pozemky kolem obce a bývalý arcibiskupský zámek v jejím centru.

## Politické návrhy řešení
Úplnou odluku státu a církve v České republice si podle průzkumů přála většina občanů ČR, kraje, obce i registrované církve. Přes četná jednání, trvající od Sametové revoluce v roce 1989, nedošlo až do 1. ledna 2013 k žádnému systémovému kroku k uskutečnění snahy o úplné odloučení církví a státu v České republice. Ve věci majetkového vypořádání patřilo ČR k posledním evropským zemím.
Otázce církevních restitucí se věnovala např. vláda Miloše Zemana, která navrhla vytvoření fondu, do nějž by se zabavený majetek převedl a z jehož výnosů by se hradil církevní provoz. Takové řešení ale nakonec přijato nebylo. Národohospodářská fakulta Vysoké školy ekonomické připravila návrh, 168 miliard, ale splácení bylo nevýhodné a částka nebyla pro opozici přijatelná. Druhá vláda Mirka Topolánka sice schválila návrh, podle kterého by se církvím vrátila jen třetina majetku, zbylé dvě třetiny byly nahrazeny finanční částkou ve výši 83 miliard korun, vyplácenou po dobu 60 let, ale tento návrh neprošel Poslaneckou sněmovnou. Po určitých koaličních neshodách další návrh schválila vláda Petra Nečase. Církvím by mělo být vráceno 56 % jejich bývalého majetku, především zemědělské pozemky, a zbytek by měl být opět nahrazen finanční částkou ve výši 59 miliard korun, splácenou po dobu 30 let. V důsledku takto provedené církevní restituce by též mělo dojít k postupnému zastavení financování církví ze státního rozpočtu.

## Zákon o majetkovém vyrovnání scírkvemi a náboženskými společnostmi
Po různých problémech ve Sněmovně, Senátu, a vrácení zákona prezidentem, byly církevní restituce nakonec napodruhé schváleny poslaneckou sněmovnou 8. listopadu 2012. Prezident Václav Klaus 22. listopadu 2012 schválený zákon nepodepsal, ani nevetoval, a tak od roku 2013 vstoupil v účinnost. Církvím má být navrácen majetek v hodnotě zhruba 75 miliard korun a dále jim má být během 30 let postupně vyplaceno cca 59 miliard korun jako náhrada za majetek, jenž nemůže nebo z různých důvodů nebude vrácen.
Podle zákona č. 428/2012 Sb., o majetkovém vyrovnání s církvemi a náboženskými společnostmi, vládou předloženého Poslanecké sněmovně 18. ledna 2012 a schváleného dne 8. listopadu 2012, bude vracen tzv. původní majetek, který církvím, náboženským společnostem a církevním právnickým osobám dříve patřil a o který v důsledku majetkových křivd v období od 25. února 1948 do 1. ledna 1990 přišly. Povinnými subjekty, jež mají především zemědělský majetek vydávat, jsou Pozemkový fond České republiky, Lesy České republiky a příslušné státní organizace, pokud daný původní majetek spravují. Majetek ve vlastnictví soukromých osob být navrácen nemůže, stejně jako majetek ve vlastnictví státu, který však byl mezitím zastavěn, který je na území vojenských újezdů, národních parků a národních přírodních rezervací nebo který např. slouží k plnění úkolů bezpečnostních sborů či je potřebný pro dopravní či technickou infrastrukturu. Zákon se též nevztahuje na katedrálu sv. Víta na Pražském hradě. Vrácení má probíhat na základě výzvy k vrácení konkrétní věci (především nemovité, ale i movité) vůči povinnému subjektu, doložení jejího dřívějšího vlastnictví ze strany žadatele, tedy církve či náboženské společnosti, stejně jako doložení majetkové křivdy, kvůli níž o danou věc žadatel přišel. V takovém případě pak má o vrácení uzavřít povinný subjekt s žadatelem dohodu, v případě zemědělských nemovitostí podmíněnou souhlasem pozemkového úřadu, pokud by k dohodě nedošlo, může se žadatel obrátit na soud. Výzvu k vrácení bylo možné uplatnit nejpozději do jednoho roku od nabytí účinnosti předloženého zákona, jinak nárok na vrácení zanikl.
Kromě vracení konkrétních věcí má navíc dojít na základě tzv. smluv o vypořádání mezi státem a jednotlivými církvemi či náboženskými společnostmi k pravidelnému, třicetiletému vyplácení finančních náhrad, jejichž celková výše je určena návrhem zákona. Nejvyšší náhrady jsou u Římskokatolické církve ve výši celkem 47,2 miliard Kč, u Církve československé husitské ve výši 3,1 miliardy Kč a u Českobratrské církve evangelické ve výši 2,3 miliardy Kč. Naplněním těchto smluv pak dojde k úplnému vypořádání všech nároků na původní církevní majetek. Návrh zákona také počítá s tím, že po dvou letech od jeho účinnosti bude zrušena veškerá blokace původního majetku, stanovená zákonem o půdě (§ 29) a jeho vlastníci tak s ním už budou moci volně nakládat. Kromě toho má být také postupně snižován státní příspěvek na provoz církví a náboženských společností, až po 17 letech stát přestane provoz církví financovat úplně a tím dojde k definitivní odluce církve od státu. V lednu 2019 byl přijat návrh novely poslanců KSČM, podle které by se náhrady církvím danily (resp. byl zrušen bod stanovující, že nejsou předmětem daně ani poplatku).

## Ústavní stížnosti
Na projednávání zákona o církevních restitucích byly podány dvě ústavní stížnosti, obě poslanci za Věci veřejné.
V prvním případě – v září 2012 – podal stížnost poslanec Michal Babák, kterému vadilo, že mu předsedkyně Sněmovny při jeho projevu v červenci 2012 odebrala slovo, čímž se podle Babáka dopustila zásahu do svobodné soutěže politických sil. Žádal, aby byl zákon vrácen zpět do 2. čtení (Babákův projev byl přerušen ve 3. čtení). Ústavní soud tuto stížnost zamítl jakožto nepřípustnou.
Druhou stížnost podaly Věci veřejné dne 4. ledna 2013. Stížnost se týkala jednak toho, že zákon byl schválen během přestávky na jednání poslaneckého klubu, jednak toho, že podle Věcí veřejných bude majetek vracen podle netransparentních parametrů a porušuje Listinu základních práv a svobod. Zároveň s touto stížností podaly stížnost na minimální počet poslanců, kteří stížnost na zrušení zákona mohou podle zákona o Ústavním soudu podat. Kvóta 41 poslanců jim přijde diskriminační, ale bez jejího snížení byla jejich stížnost neplatná. Ústavní soud stížnost ale právě z důvodu malého počtu poslanců, kteří ji jako skupina společně podali, zamítl. Předseda strany Radek John prohlásil, že Věci veřejné budou hledat podporu pro další ústavní stížnost u senátorů.
Ústavní soud 3. června 2013 nálezem sp. zn. Pl. ÚS 10/13 (soudcem zpravodajem byl Stanislav Balík, nález pak vyšel ve Sbírce zákonů pod č. 177/2013) odmítl ústavní stížnost senátorů, přitom shledal jako protiústavní pouze jediné ustanovení zákona, a to v § 5 písm. i) zákona, v němž se mezi skutečnostmi, které se považují za majetkovou křivdu, mimo jiné uvádí znárodnění nebo vyvlastnění majetku bez vyplacení spravedlivé náhrady. Plénum Ústavního soudu dospělo k závěru, že je nezbytné v tomto ustanovení zrušit slovo „spravedlivé“, neboť v kontextu celé věci není zřejmé, jaká výše náhrady by byla považována za spravedlivou a podle jakých měřítek.

## Stanovené podíly církví
Církve od státu mohou podle zákona dostat majetek v hodnotě zhruba 75 miliard korun. Budou muset ale prokázat, že na něj mají nárok a že jim byl zabrán v době mezi nástupem komunistů k moci 25. února 1948 a 1. lednem 1990.
- Stát vyplatí náhradu za 44 % majetku v držení obcí, krajů nebo soukromníků, finanční formou – ve výši 59 mld. Kč v průběhu 30 let, tedy téměř 2 miliardy ročně. Stát nebude platit z této roční sumy úrok, ale připočte se k ní míra inflace.

Podle předběžných prognóz by celkový objem finančních prostředků se započtením pravděpodobného vývoje inflace v České republice do roku 2043 mohl pro církve znamenat přísun kolem 96 mld. korun.
Rozdělení částky 59 miliard korun mezi církve

(zaokrouhlené na nejbližší vyšší desetinné číslo, v poslední kolonce je přibližný podíl z celku)
| církev                                                    | počet členů                   | částka           | procenta                       |
| --------------------------------------------------------- | ----------------------------- | ---------------- | ------------------------------ |
| Církev adventistů sedmého dne                             | 9 757                         | 0,52 miliardy Kč | ≤1,0 %                         |
| Apoštolská církev                                         | 7 318                         | 1,1 miliardy Kč  | 1,9 %                          |
| Bratrská jednota baptistů                                 | 3 622 - ČSÚ 2001              | 0,23 miliardy Kč | vyrovnání odmítla, ≤0,0 %      |
| Církev bratrská                                           | 10 872                        | 0,76 miliardy    | 1,3 %                          |
| Církev československá husitská                            | 39 229 - ČSÚ 2011             | 3,1 miliardy Kč  | 5,3 %                          |
| Českobratrská církev evangelická                          | 51 858 - ČSÚ 2011             | 2,3 miliardy Kč  | 3,9 %                          |
| Evangelická církev augsburského vyznání v České republice | 8 162                         | 0,12 miliardy Kč | ≤1,0 %                         |
| Evangelická církev metodistická                           | 1 952                         | 0,37 miliardy Kč | ≤1,0 %                         |
| Federace židovských obcí v České republice                | 3 000 registrovaných - fzo.cz | 0,27 miliardy Kč | ≤1,0 %                         |
| Jednota bratrská                                          | 2 156                         | 0,60 miliardy Kč | 1,0 %                          |
| Luterská evangelická církev a. v. v České republice       | 2 591                         | 0,11 miliardy Kč | ≤1,0 %                         |
| Náboženská společnost českých unitářů                     | 155                           | 0,04 miliardy Kč | ≤1,0 %                         |
| Pravoslavná církev v českých zemích                       | 20 533 - ČSÚ 2011             | 1,2 miliardy Kč  | 2,0 %                          |
| Církev řeckokatolická                                     | 9 927                         | 0,30 miliardy Kč | ≤1,0 %                         |
| Církev římskokatolická                                    | 1 082 463 - ČSÚ 2011          | 47,2 miliard Kč  | 80 %                           |
| Slezská církev evangelická augsburského vyznání           | 8 158 - ČSÚ 2011              | 0,65 miliardy Kč | 1,1 %                          |
| Starokatolická církev v České republice                   | 1 736                         | 0,27 miliardy Kč | ≤1,0 %                         |
| Náboženská společnost Svědkové Jehovovi                   | 16 764                        | 0,9 miliardy Kč  | nemají placené duchovní ≤0,0 % |

- Stát vrátí 56 % majetku naturálně
- Stát bude první 3 roky přispívat z rozpočtu na mzdy duchovních a administrativy těchto církví plnou částkou jako doposud, tedy 1,5 mld. korun ročně. Většina těchto peněz jde na platy duchovních, pouze 6,5 % na provozní náklady a opravy církevního majetku. Od 4. roku se částka každoročně sníží o 5 %.
- K úplné majetkové odluce mezi zúčastněnými církvemi a státem v České republice dojde v roce 2030, tedy po 17 letech. Konec vyplácení ročních náhrad za nevydané nemovitosti skončí v roce 2043, tedy po 30 letech.

Zhruba je možné říci, že římskokatolická církev by měla dostat 99 % finančních náhrad, protože jí bylo zabaveno zdaleka nejvíc pozemků. Ale části finančních náhrad se zřekla ve prospěch menších církví. Proto dostane jen 80 % a zbylých 20 % si rozdělí menší církve. Takto dostanou náhradu i některé církve, kterým stát nic nezabavil.

## Vývoj po vstupu zákona o majetkovém vyrovnání vúčinnost
Bratrská jednota baptistů nakonec majetkové vyrovnání odmítla a nebude od státu nic požadovat. BJB se tak zařadila mezi menšinu registrovaných i neregistrovaných církví a náboženských společností působících na území České republiky, jež nechtějí mít podíl ze zákona o majetkovém vyrovnání s církvemi. Majetkové a finanční vyrovnání se tak poté týká 16 církví a náboženských společností. Od roku 2005 dostává Bratrská jednota baptistů od státu dotace na provoz.
Ve snaze fakticky snížit objem restituční finanční náhrady byl přijat zákon č. 125/2019 Sb., jímž bylo zrušeno osvobození finanční náhrady od daně z příjmů. Návrh předložili poslanci KSČM, která jím podmínila podporu vlády Andreje Babiše. Zákon měl vstoupit v účinnost 1. ledna 2020. Ústavní soud však nálezem sp. zn. Pl. ÚS 5/19 ze dne 1. října 2019 zdanění finančních náhrad zrušil.

## Kritika restituování
V souvislosti s restitucemi majetku a finančním odškodněním několika církví a náboženských společnosti v České republice se v médiích i jinde objevuje velké množství dohadů, spekulací i otázek ohledně spornosti existence nároků či reálného uplatnění restituování v praxi a zamezení možných chyb či neoprávněných ztrát veřejného majetku.
Jedním ze sporných bodů je samotná existence nároků církví.
Další kritika v souvislosti s církevními restitucemi naráží na možnost, že by mohla být restituována i některá církev, přestože takový majetek nebo finance ji odňaty nebyly. V této souvislosti byla zmíněna např. Českobratrská církev evangelická, která má třetí nejvyšší nárok na odškodnění za znárodňování v období komunistických vlád v Československu, a údajně o takové vrácení ani nežádá. Tomu ovšem má být předejito jasným paragrafem Zákona o církevních restitucích, který nařizuje, že vlastnická práva v období mezi 25. 2. 1948 a 1. 1. 1990 musí žadatelé prokazovat. Tento paragraf se ale týká jen žádostí o navrácení majetku. Finanční náhrada církvím je stanovena v zákoně bez ohledu na konkrétní žádosti o navrácení majetku.
Dále existuje podezření, že by u některých církví mohlo dojít až k absurdně vysokým náhradám, jako jsou desítky tisíc Kč na každého člena církve. Takovým případem by údajně mohla být Náboženská společnost českých unitářů, kde kritikové odhadují restituční nárok 232 tisíc Kč na člena.
Kritika se vztahuje také na to, že církve, především pak Římskokatolická církev bude moci získat v České republice ohromnou moc a bohatství, přestože má jen 10% podporu veřejnosti a ostatní církve dohromady 2 % (jedná se o data ze Sčítání lidu 2011, ještě v roce 2001 se přitom k církvím hlásilo přes 32 procent obyvatel a před dvěma desetiletími takřka 44 procent), čímž se místo míněné sekularizace a dokončení odluky státu a církve dosáhne toho, že církve budou svým vlivem zasahovat do politiky a veřejného dění ještě více než v současnosti, a financování veřejně prospěšných církevních institucí by ještě navíc mohlo zůstat stále na bedrech státu.
Kritikové též poukazují na zkušenosti z restituování církevního majetku z jiných zemí, především však ze sousedního Polska a Slovenska, kde ke kýženému cíli restituování, sekularizaci a odluce státu a církve, nedošlo. Spíše naopak. Navíc v zahraničí došlo k navrácení menšího majetku. V Polsku v přepočtu 30 miliard korun, tedy méně než tisíc Kč na obyvatele (návrh v ČR počítá s částkou přes 10 tisíc Kč na občana). V Maďarsku bude celkem vydán majetek za 175 miliard forintů (tedy odpovídající 15 miliardám Kč a tedy přibližně 1,5 tisíc Kč na obyvatele).
Velmi kriticky vidí zákon o církevních restitucích, tak jak byl projednáván a schválen parlamentem, i někteří křesťané.
Kritici namítají, že zpráva od Ernst & Young, kterou zainteresované církve používají jako výrazný argument pro legitimitu restitucí, ve skutečnosti neposuzovala nárok jako takový, natož jeho výši, ale spíše coby kvalitativní metodický komentář. Firma Ernst & Young uvádí, že nezkoumala podklady („Neprováděli jsme účetní či statutární audit, marketingová, věcná ani jiná přezkoumání podkladů, které nám byly předány ze strany Objednatele...“) a šlo jen o posouzení kvalitativní a nikoli kvantitativní.
Výsledky ČSÚ ukazují na značné nadhodnocení majetku. 
Právníci poukazují na možnost, že sporné záležitosti skončí soudním řízením a ta se potáhnou řadu let.

## Reakce na kritiku
Představitelka České biskupské konference M. Vývodová shrnula obvyklé námitky a označila je za „mýty“
Ústavní soud dospěl k závěru, že církevní subjekty byly skutečnými vlastníky majetku. Přestože bylo vlastnické právo omezeno, nikdy nepřestal tento majetek patřit církevním subjektům.
Ústavní soud ohledně výše finanční náhrady zdůraznil, že se nemůže zabývat každým pozemkem a jeho oceněním. Výměra původního majetku nevykazuje znaky libovůle či omylu zákonodárce, nýbrž má rozumnou a přiměřenou vazbu na dostupné historické údaje.
Ústavní soud pak neshledal neústavnost ani v právní úpravě smluv mezi státem a dotčenými církvemi.
Římskokatolická církev se zřekla 19 % finanční náhrady (z 99 na 80 %) ve prospěch menších církví. Proto finanční náhradu také dostanou církve, které u nás začaly působit až po roce 1948 a kterým stát nic nezabavil.

#### Faktické odkazy
- Zákon č. 428/2012 Sb., o majetkovém vyrovnání s církvemi a náboženskými společnostmi a o změně některých zákonů (zákon o majetkovém vyrovnání s církvemi a náboženskými společnostmi)

- Nález Ústavního soudu České republiky ze dne 29. 5. 2013, sp. zn. Pl. ÚS 10/13, č. 177/2013 Sb. [online].  Praha: Tiskárna Ministerstva vnitra, 2013-06-27. Dostupné online.
- Zákon ze dne 14. října 1949, č. 218/1949 Sb., o hospodářském zabezpečení církví a náboženských společností státem (a jeho jednotlivá znění)
- Vývoj událostí kolem současného schvalování církevních restitucí, ČeskéNoviny.cz – zpravodajský server ČTK
- Interaktivní mapa s výměry pozemků v jednotlivých katastrech, jež si 16 církví nárokuje

#### neutrální
- Jak církve k majetku přišly, Historie.cs, www.ct24.cz, 10. 4. 2012
- Církevní restituce v historických souvislostech, Martina Bílá, rozhovor s Jaroslavem Šebkem z Historického ústavu Akademie věd ČR, Radio Praha, www.radio.cz, 14. 1. 2012
- Základní údaje o přítomnosti církví a náboženských společenství v ČR, Ivan Štampach, 1. 6. 2012
- Série článků – „kauza Církevní restituce“ Archivováno 5. 3. 2013 na Wayback Machine. na ČT24
- Téma: církevní restituce, Aktuálně.cz
- Církevní restituce – Wiki, Aktuálně.cz
- Téma: restituce, zpravodajský server ČTK – ČeskéNoviny.cz
- Debatní klub: Valach x Kříž o církevních restitucích – videozáznam (YouTube) 15. 9. 2012
- Čítanka o restitucích – série článků o historii vzniku církevního majetku, o jeho právním postavení, sporných otázkách vyrovnání, též Bílá hora, Benešovy dekrety, katedrála, Národní divadlo atd.

#### negativní pohled na restituce
- K církevním restitucím – poučení ze Slovenska, www.osel.cz
- Stop církevním restitucím – Cecílie Jílková
- Seminář Vztah státu a církví - videozáznam (YouTube) 22.5.2012 na půdě Poslanecké sněmovny ČR, moderuje Lenka Procházková
- K zápasu o tzv. církevní restituce - člen Ústředního výboru KSČM Milan Krajča
- Církevní restituce – náprava jedné křivdy nesmí způsobit křivdy další - politická strana Věci veřejné
- Historicko-právní pohled na církev a restituce, www.akhradela.cz, soukromé stránky, právník JUDr. Hrádela
- Restituce za dveřmi, přibývá argumentů kritiků, První zprávy, www.prvnizpravy.cz, 14. 8. 2012
- 3 důvody, proč lidi nechápou církevní restituce, www.reflex.cz, Reflex.cz, Petr Holec, 16. 8. 2012
- Petice: Křesťané proti zákonu o církevním majetku, www.petice24.com, petice křesťanů proti restitucím
- DOKUMENT: Prezidentovo zdůvodnění rozhodnutí o církevních restitucích, zpravodajský server ČTK - ČeskéNoviny.cz

pozitivní pohled na restituce
- Církevní majetek, Ekumenická rada církví
- Církevní majetek - historie Archivováno 2. 6. 2012 na Wayback Machine., kněz Jiří Rajmund Tretera
- Navrácení církevního majetku je vyřešení minulosti, říká Joel Ruml, www.ct24.cz, 9. 1. 2012
- Církevní restituce, sen českých sekularistů, www.christnet.eu, Vít Luštinec, 14. 2. 2012
- Jak vůbec vznikl církevní majetek? Archivováno 5. 3. 2016 na Wayback Machine., www.cirkev.cz, Česká biskupská konference, 28. 1. 2008
- Duka: Snad už po 20 letech bude od restitucí pokoj, ČT24.cz, 8. 11. 2012
- Církve budou při prodeji majetku platit daň z příjmu, slíbil Nečas, ČT24.cz, 8. 11. 2012
- Zdanění restitucí? Kalousek říká NE, proti stojí dohoda s Doktorem, ČT24.cz, 17. 12. 2012
- Na zahájení církevních restitucí se připravují hlavně katastrální úřady, Rozhlas.cz, Filip Černý, Kateřina Kozmová, 6. 12. 2012
- Řada obcí vítá schválení církevních restitucí, umožní jim opravit chátrající budovy, Rozhlas.cz, Květa Moravcová, Lucie Husárová, 31. 12. 2012
- Na obranu církevních restitucí Jan Paul, Britské listy
- Strašák církevních restitucí v Čechách Archivováno 4. 5. 2014 na Wayback Machine., Ladislav Kantor, Roztoky.com, 12.10.2012